# أناستاسيفسكايا
أناستاسيييفسكايا (الروسية: Анастасиевская) هي قرية في مقاطعة كراسنودار كراي في روسيا.